# Lijst van voetbalinterlands Botswana - Gabon (vrouwen)
Deze lijst van voetbalinterlands is een overzicht van alle officiële voetbalinterlands tussen de nationale vrouwenteams van Botswana en Gabon. De landen hebben tot nu toe twee keer tegen elkaar gespeeld. 

## Wedstrijden
| № | Plaats      | Datum             | Competitie                   | Wedstrijd        | Uitslag |
| - | ----------- | ----------------- | ---------------------------- | ---------------- | ------- |
| 1 | Franceville | 22 september 2023 | Afrika Cup 2024 kwalificatie | Gabon − Botswana | 1 − 4   |
| 2 | Lobatse     | 26 september 2023 | Afrika Cup 2024 kwalificatie | Botswana − Gabon | 6 − 0   |

## Samenvatting
| Competitie              | Totaal gespeeld | Winst Botswana | Gelijk | Winst Gabon | Doelsaldo Botswana – Gabon |
| ----------------------- | --------------- | -------------- | ------ | ----------- | -------------------------- |
| Afrika Cup kwalificatie | 2               | 2              | 0      | 0           | 10 − 1                     |
| Totaal                  | 2               | 2              | 0      | 0           | 10 − 1                     |